# BAP Río Cañete (PM-205)
El BAP Río Cañete (PM-205) es un buque patrullero marítimo (OPV) derivado de la Clase Taegeuk (Corea del Sur), cuya construcción se realizó en los astilleros del SIMA, en convenio con el astillero STX Offshore & Shipbuilding de Corea del Sur. Fue la primera de una serie inicial de cinco patrulleras marítimas proyectadas por la Marina de Guerra del Perú para su Dirección de Capitanías y Guardacostas, donde actualmente sirve.

## Historia
En 2013 la Marina de Guerra del Perú, en el marco del Programa de Recuperación de las Capacidades para Realizar Operaciones de Guardacostas de Superficie y Operaciones de Búsqueda y Rescate (SAR), suscribió, vía los Servicios Industriales de la Marina (SIMA PERÚ), un contrato con el astillero STX Offshore & Shipbuilding de Corea del Sur por 82,2 millones de dólares para la construcción de un lote inicial de cinco patrulleras marítimas. A fines de ese año, en las instalaciones del SIMA Chimbote, se dio inicio la construcción de las primeras dos unidades, que recibirían luego los nombres de BAP Río Pativilca y BAP Río Cañete.
Para agosto de 2015 los trabajos de construcción de la nave contaban ya con un 76 por ciento de avance. Concluida la construcción se realizó la ceremonia de botadura el 3 de diciembre de 2015 en el mar de Chimbote. Posteriormente, a inicios del mes de marzo de 2016, se realizaron las pruebas de mar de la nave, para finalmente procederse a su bautizo el 18 de marzo de 2016 y ser asignado a la Guardia Costera del Perú.

## Características
El BAP Río Cañete, de la clase de idéntico nombre, es una variante de la Clase Taeguk (de la Armada de Corea del Sur), siendo su eslora de 55,3 m, manga de 8,5 m y calado de 2,3 m, desplazando aproximadamente entre 450 y 500 toneladas. La propulsión corre por cuenta de dos motores diésel Caterpillar 3516C HD de 3,345 HP (y dos generadores Caterpillar C9 de 250 kW), que le permiten alcanzar una velocidad de 22 nudos. La autonomía, a 14 nudos, se estima en unas 3,600 millas náuticas y tiene capacidad para una tripulación de 25 efectivos: 5 oficiales y 20 especialistas. Además, tiene capacidad para albergar aun grupo de abordaje de 14 efectivos.